# كارول بارتز
كارول أن بارتز (بالإنجليزية: Carol Ann Bartz) ولدت 29 أغسطس 1948 في وينونا، مينيسوتا، الولايات المتحدة وهي إدارية أمريكية أدارت من عام 2009 وحتى 2011 شركة ياهو! للإنترنت.

## دراستها وعملها
في عام 1970 حصلت كارول بارتز على درجة البكالوريوس من جامعة ويسكونسن-ماديسون في علوم الحاسوب. وعلمت في السبعينيات كمحللة نظم في شركة ثري ام. كما عملت ما بين عامي 1976 وحتى عام 1983 بالتسويق بشركة صن ميكروسيستمز وعينت في عام 1984 كرئيسة لهذا القسم بنفس الشركة. من عام 1990 وحتى 2006 عملت كرئيس تنفيذي لشركة البرمجيات أوتودسك، ومنذ عام 2009 كرئيس تنفيذي لشركة ياهو!.
كانت كارول بارتز عضوة في هيئة المستشارين للرئيس الأمريكي جورج بوش للعلوم والتكنولوجيا. وحصلت على ثلاث شهادات دكتوراه فخرية، كما أدرجت ضمن قائمة مجلة فوربس لأقوى مائة سيدة في العالم لعام 2009 وجاء ترتيبها الثاني عشر. وكذلك جاءت ضمن أكثر الرؤساء التنفيذيين حصولا على رواتب في عام 2010 بحسب تقرير شركة جلاس لويس حيث يبلغ راتبها السنوي 39 مليون دولار.
في السادس من شهر سبتمبر 2011 تم فصلها من شركة ياهو!.

## حياتها الخاصة
أصيبت بارتز بمرض سرطان الثدي وشفيت منه. تزوجت من بيل مار الموظف السابق بشركة داتا جنرال وصن مايكرسيستمز، ولديها منه ثلاثة أبناء: بيل وميريديث ولاين.

## وصلات خارجية
- كارول بارتز على موقع مونزينجر (الألمانية)
- كارول بارتز على موقع إن إن دي بي (الإنجليزية)

- إقاله رئيسة ياهو نسخة محفوظة 25 سبتمبر 2011 على موقع واي باك مشين.

قالب:العاملين بشركة ياهو!